# ۲۰/۲۰ (برنامه تلویزیونی آمریکایی)
۲۰/۲۰ یک برنامه خبری تلویزیونی آمریکایی است که به مسائل مربوط به علاقه بشر درباره موضوعات بین‌المللی و سیاسی تمرکز دارد و برای نخستین بار از شرکت پخش رسانه‌ای آمریکا در ۶ ژوئن ۱۹۷۶ پخش شد.